# غاري كروسبي
غاري كروسبي (بالإنجليزية: Gary Crosby (actor))‏ (و. 1933 – 1995 م) هو ممثل، ومغن من الولايات المتحدة الأمريكية . ولد في لوس أنجلوس .
توفي في بربانك، كاليفورنيا .بسبب سرطان الرئة .

## روابط خارجية
- غاري كروسبي على موقع IMDb (الإنجليزية)
- غاري كروسبي على موقع ألو سيني (الفرنسية)
- غاري كروسبي على موقع ميوزك برينز (الإنجليزية)
- غاري كروسبي على موقع أول موفي (الإنجليزية)
- غاري كروسبي على موقع قاعدة بيانات الأفلام السويدية (السويدية)
- غاري كروسبي على موقع إن إن دي بي (الإنجليزية)
- غاري كروسبي على موقع ديسكوغز (الإنجليزية)
- غاري كروسبي على موقع قاعدة بيانات الفيلم (الإنجليزية)
- غاري كروسبي على موقع كينوبويسك (الروسية)